# Předboř (Strančice)
Předboř je vesnice ležící ve Středočeském kraji, v okrese Praha-východ a spadá pod obec Strančice, od které leží 4 km západním směrem.

## Historie
První písemná zmínka o Předboři pochází z roku 1394.
V letech 1869–1900 k vesnici patřila Strančice.

## Památky
- Na západě vesnice se nachází barokní zámek Předboř, jednoduchá dvoupatrová budova postavená na místě původní tvrze,[4] kterou měly v majetku Státní statky Praha-východ.[5]

## Další fotografie

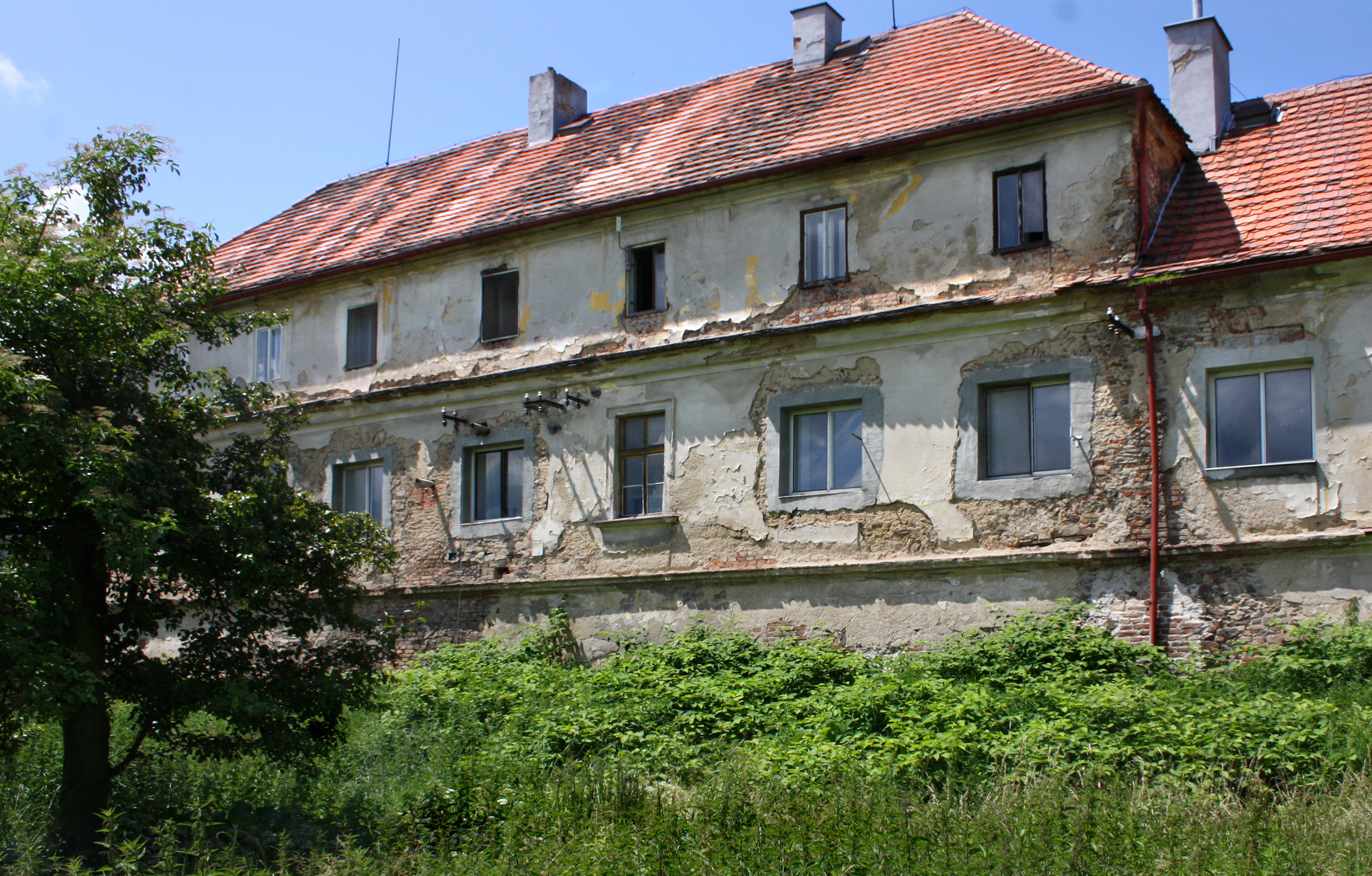
Zámek
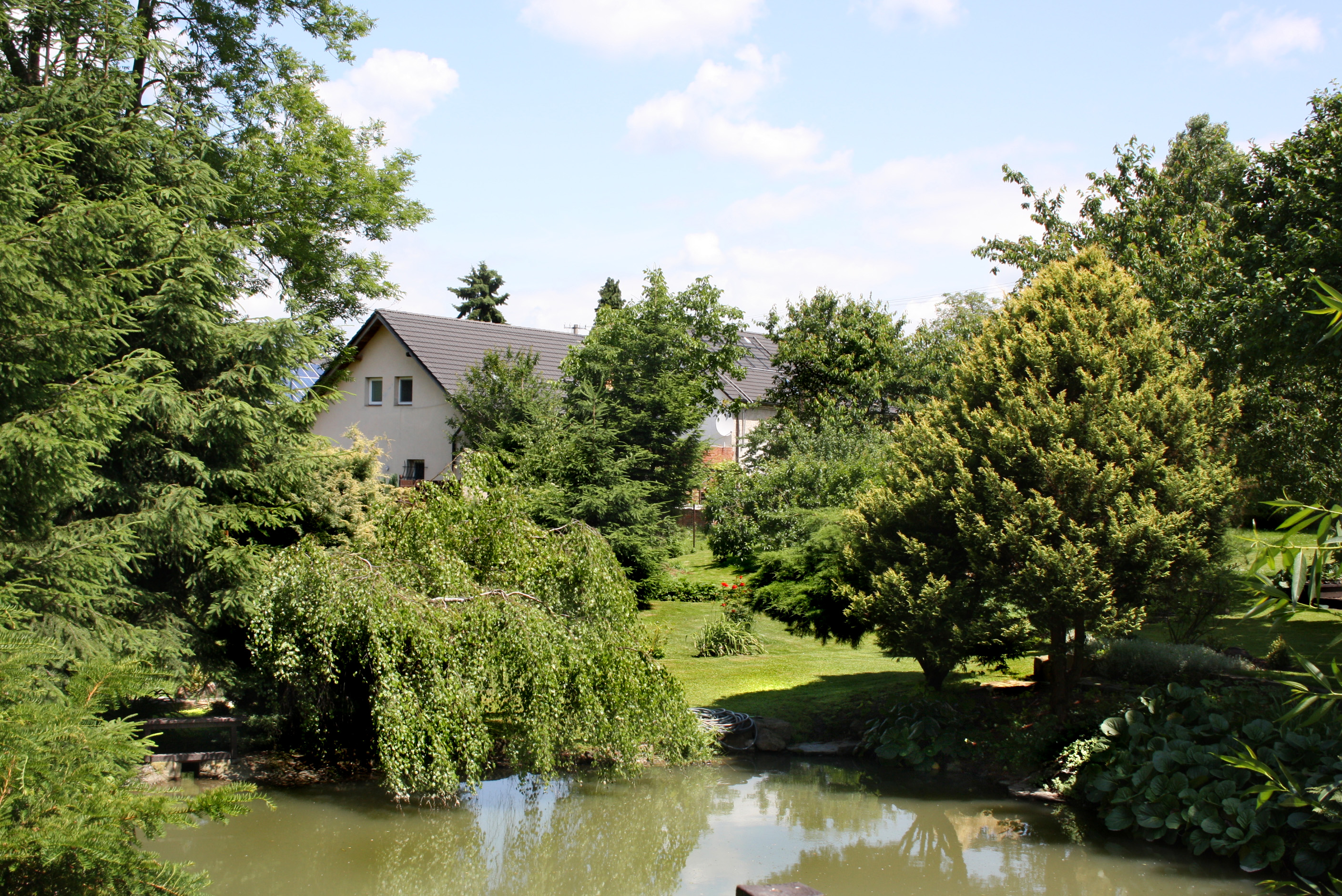
Chalupa se zahradou a rybníčkem
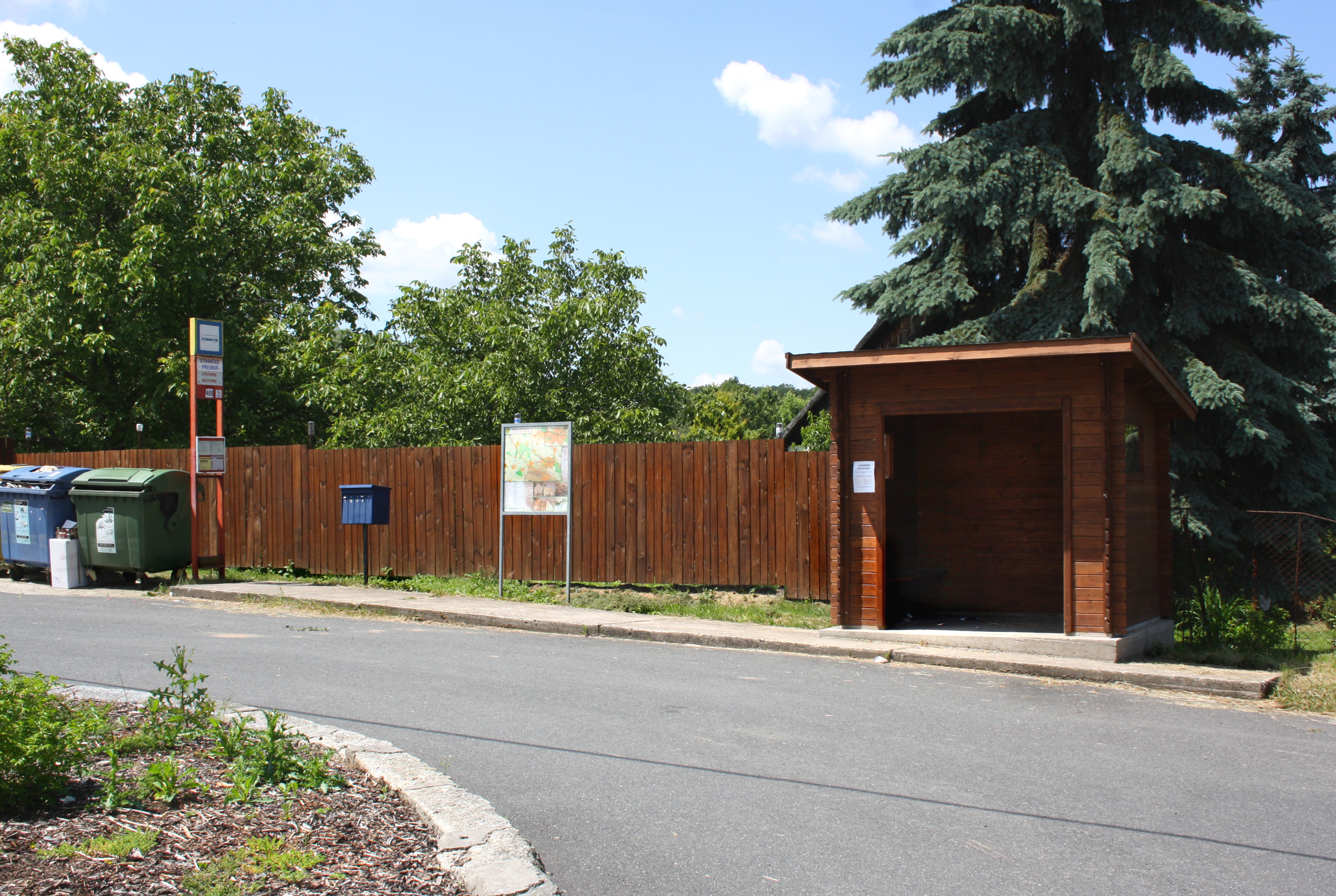
Autobusová zastávka